# Воскоїд короткодзьобий
Воскоїд короткодзьобий (Indicator pumilio) — вид дятлоподібних птахів родини воскоїдових (Indicatoridae).

## Поширення
Вид поширений на сході ДР Конго, в Уганді, Руанді та, можливо, в Бурунді. Живе у вологих гірських лісах.

## Опис
Дрібний птах. Тіло завдовжки 12 см. Вага самців 11,5-15 г, самиць — 12-13,5 г. Дзьоб короткий. Птахи забарвлені в оливковий, зелений і сірий кольори, а також мають білу мітку над дзьобом.

## Спосіб життя
Живиться бджолиним воском, яйцями і личинками бджіл, різними комахами, в тому числі мухами, жуками і їх яйцями. Для виду характериний гніздовий паразитизм.